# Лара (држава Венецуеле)
Лара (шп. Estado Lara),  једна је од 23 државе у Боливарској Републици Венецуели. Покрива укупну површину од 19.800 км ² и има 1.909.846 становника (2011). 
Главни и највећи град је Баркисимето.

## Галерија
- Цвет Венецуеле је монументална зграда у Баркисименту